# Océane Paillard
Océane Paillard (ur. 8 grudnia 2000) – francuska skoczkini narciarska oraz kombinatorka norweska. Reprezentantka klubu Olympic Mont d'Or. Uczestniczka mistrzostw świata juniorów (2018).

## Przebieg kariery
Swój debiut w międzynarodowych zawodach pod egidą FIS zaliczyła na początku marca 2014 roku w Gérardmer podczas konkursu OPA Games, gdzie zajęła piąte miejsce. Dzień później wraz z Lucile Morat i Marie Hoyau w konkursie drużynowym zajęła czwarte miejsce.
Rok później, w pierwszej połowie marca 2015 roku zadebiutowała w zawodach Alpen Cup w Chaux-Neuve zajmując miejsce na najniższym stopniu podium zawodów.
11 marca 2016 roku stanęła na starcie finałowych zawodów FIS Cup w czeskim Harrachovie. Pierwszy konkurs zakończyła na trzydziestym miejscu zdobywając tym samym punkt do klasyfikacji generalnej cyklu. W drugim konkursie zajęła trzydzieste drugie miejsce.
Pod koniec sierpnia zadebiutowała w Letnim Pucharze Kontynentalnym startując w Oberwiesenthal. Oba konkursy zakończyły się dla niej miejscami w czwartej dziesiątce zawodów. Dwa tygodnie później wystąpiła w ostatnim konkursie cyklu w Lillehammer, gdzie uplasowała się na dwudziestym ósmym miejscu. W grudniu wystartowała w Notodden w ramach kolejno FIS Cup oraz Pucharu Kontynentalnego. W tych konkursach plasowała się na pozycjach w drugiej dziesiątce stawki.
W sierpniu 2017 roku pojawiła się na starcie konkursu Letniego Grand Prix w Courchevel. W kwalifikacjach zajęła szesnaste miejsce, a dzień później w konkursie indywidualnym sklasyfikowana została na miejscu osiemnastym. Tydzień później we Frenštácie w pierwszym konkursie zajęła trzydziestą piątą pozycję. Następnego dnia nie udało jej się przejść pomyślnie kwalifikacji do drugiego konkursu.
15 grudnia zadebiutowała w Pucharze Świata zajmując trzydzieste ósme miejsce podczas zawodów w Hinterzarten.
Na początku lutego 2018 roku wystąpiła w mistrzostwach świata juniorów rozgrywanych w Kanderstegu. Konkurs indywidualny zakończyła będąc sklasyfikowaną na trzydziestej pierwszej lokacie. Następnego dnia zdobyła brązowy medal w konkursie drużynowym wraz z Joséphine Pagnier, Romane Dieu i Lucile Morat. W konkursie drużyn mieszanych sklasyfikowana została na miejscu czwartym.
Miesiąc później, pod koniec marca wystartowała w kwalifikacjach do konkursu Pucharu Świata w Oberstdorfie, w których zajęła czterdzieste siódme miejsce.

## Mistrzostwa świata juniorów
| Miejsce | Dzień    | Rok  | Miejscowość | Skocznia           | Punkt K | HS     | Konkurs      | Skok 1 | Skok 2 | Nota                  | Strata    | Zwycięzca    |
| ------- | -------- | ---- | ----------- | ------------------ | ------- | ------ | ------------ | ------ | ------ | --------------------- | --------- | ------------ |
| 31.     | 2 lutego | 2018 | Kandersteg  | Lötschberg-Schanze | K-95    | HS-106 | indywid.     | 75,5 m | –      | 70,1 pkt              | 192,5 pkt | Nika Križnar |
| 3.      | 3 lutego | 2018 | Kandersteg  | Lötschberg-Schanze | K-95    | HS-106 | druż.        | 87,0 m | 85,5 m | 571,2 pkt (147,7 pkt) | 161,9 pkt | Słowenia     |
| 4.      | 4 lutego | 2018 | Kandersteg  | Lötschberg-Schanze | K-95    | HS-106 | druż. miesz. | 86,0 m | 82,5 m | 768,7 pkt (158,9 pkt) | 100,6 pkt | Norwegia     |

## Puchar Świata

### Miejsca w poszczególnych konkursach Pucharu Świata
| Sezon 2017/2018                                                                                      |             |             |              |         |         |     |     |        |        |        |        |      |            |            |        |
| Lillehammer                                                                                          | Lillehammer | Lillehammer | Hinterzarten | Sapporo | Sapporo | Zaō | Zaō | Ljubno | Ljubno | Râșnov | Râșnov | Oslo | Oberstdorf | Oberstdorf | punkty |
| - | -           | -           | 38           | -       | -       | -   | -   | -      | -      | -      | -      | -    | q          | q          | 0      |
| Legenda                                                                                              |             |             |              |         |         |     |     |        |        |        |        |      |            |            |        |
| 1 2 3 4-10 11-30 poniżej 30 q – zawodniczka nie zakwalifikowała się - – zawodniczka nie wystartowała |             |             |              |         |         |     |     |        |        |        |        |      |            |            |        |

## Letnie Grand Prix

### Miejsca w klasyfikacji generalnej
| Sezon | Miejsce |
| ----- | ------- |
| 2017  | 36.     |

### Miejsca w poszczególnych konkursachLGP
| 2017                                                                                                 |                |                |                   |                   |        |
| Courchevel 11.08                                                                                     | Frenštát 18.08 | Frenštát 19.08 | Czajkowskij 09.09 | Czajkowskij 10.09 | punkty |
| 18                                                                                                   | 35             | q              | -                 | -                 | 13     |
| Legenda                                                                                              |                |                |                   |                   |        |
| 1 2 3 4-10 11-30 poniżej 30 q – zawodniczka nie zakwalifikowała się - – zawodniczka nie wystartowała |                |                |                   |                   |        |

## Puchar Kontynentalny

### Miejsca w klasyfikacji generalnej
| Sezon     | Miejsce |
| --------- | ------- |
| 2016/2017 | 18.     |
| 2017/2018 | 16.     |

### Miejsca w poszczególnych konkursachPucharu Kontynentalnego
| Sezon 2016/2017                                              |          |         |         |            |            |        |        |        |        |        |        |        |        |        |        |        |        |        |        |        |
| Notodden                                                     | Notodden | punkty  | punkty  | punkty     | punkty     | punkty | punkty | punkty | punkty | punkty | punkty | punkty | punkty | punkty | punkty | punkty | punkty | punkty | punkty | punkty |
| 19                                                           | 18       | 25      | 25      | 25         | 25         | 25     | 25     | 25     | 25     | 25     | 25     | 25     | 25     | 25     | 25     | 25     | 25     | 25     | 25     | 25     |
| Sezon 2017/2018                                              |          |         |         |            |            |        |        |        |        |        |        |        |        |        |        |        |        |        |        |        |
| Notodden                                                     | Notodden | Planica | Planica | Brotterode | Brotterode | punkty |        |        |        |        |        |        |        |        |        |        |        |        |        |        |
| -                                                            | -        | 6       | 16      | 17         | 24         | 76     |        |        |        |        |        |        |        |        |        |        |        |        |        |        |
| Legenda                                                      |          |         |         |            |            |        |        |        |        |        |        |        |        |        |        |        |        |        |        |        |
| 1 2 3 4-10 11-30 poniżej 30 - – zawodniczka nie wystartowała |          |         |         |            |            |        |        |        |        |        |        |        |        |        |        |        |        |        |        |        |

## Letni Puchar Kontynentalny

### Miejsca w klasyfikacji generalnej
| Sezon | Miejsce |
| ----- | ------- |
| 2016  | 49.     |

### Miejsca w poszczególnych konkursachLetniego Pucharu Kontynentalnego
| 2016                                                         |                |             |        |
| Oberwiesenthal                                               | Oberwiesenthal | Lillehammer | punkty |
| 39                                                           | 34             | 28          | 3      |
| Legenda                                                      |                |             |        |
| 1 2 3 4-10 11-30 poniżej 30 - − zawodniczka nie wystartowała |                |             |        |

## FIS Cup

### Miejsca w klasyfikacji generalnej
| Sezon     | Miejsce |
| --------- | ------- |
| 2015/2016 | 80.     |
| 2016/2017 | 89.     |
| 2017/2018 | 20.     |

### Miejsca w poszczególnych konkursachFIS Cup
| Sezon 2015/2016                                              |         |            |            |            |            |              |              |           |           |          |         |        |        |        |        |        |        |        |        |        |        |        |        |        |        |        |        |        |        |
| Villach                                                      | Villach | Szczyrk    | Szczyrk    | Râșnov     | Râșnov     | Harrachov    | Harrachov    | punkty    | punkty    | punkty   | punkty  | punkty | punkty | punkty | punkty | punkty | punkty | punkty | punkty | punkty | punkty | punkty | punkty | punkty | punkty | punkty |        |        |        |
| -                                                            | -       | -          | -          | -          | -          | 30           | 32           | 1         | 1         | 1        | 1       | 1      | 1      | 1      | 1      | 1      | 1      | 1      | 1      | 1      | 1      | 1      | 1      | 1      | 1      | 1      |        |        |        |
| Sezon 2016/2017                                              |         |            |            |            |            |              |              |           |           |          |         |        |        |        |        |        |        |        |        |        |        |        |        |        |        |        |        |        |        |
| Villach                                                      | Villach | Szczyrk    | Szczyrk    | Einsiedeln | Einsiedeln | Hinterzarten | Hinterzarten | Râșnov    | Râșnov    | Notodden | punkty  | punkty | punkty | punkty | punkty | punkty | punkty | punkty | punkty | punkty | punkty | punkty | punkty | punkty | punkty | punkty | punkty | punkty | punkty |
| -                                                            | -       | -          | -          | -          | -          | -            | -            | -         | -         | 16       | 15      | 15     | 15     | 15     | 15     | 15     | 15     | 15     | 15     | 15     | 15     | 15     | 15     | 15     | 15     | 15     | 15     | 15     | 15     |
| Sezon 2017/2018                                              |         |            |            |            |            |              |              |           |           |          |         |        |        |        |        |        |        |        |        |        |        |        |        |        |        |        |        |        |        |
| Villach                                                      | Villach | Kandersteg | Kandersteg | Râșnov     | Râșnov     | Whistler     | Whistler     | Rastbüchl | Rastbüchl | Villach  | Villach | Falun  | punkty |        |        |        |        |        |        |        |        |        |        |        |        |        |        |        |        |
| -                                                            | -       | 4          | 10         | -          | -          | -            | -            | -         | -         | 18       | 5       | -      | 134    |        |        |        |        |        |        |        |        |        |        |        |        |        |        |        |        |
| Legenda                                                      |         |            |            |            |            |              |              |           |           |          |         |        |        |        |        |        |        |        |        |        |        |        |        |        |        |        |        |        |        |
| 1 2 3 4-10 11-30 poniżej 30 - − zawodniczka nie wystartowała |         |            |            |            |            |              |              |           |           |          |         |        |        |        |        |        |        |        |        |        |        |        |        |        |        |        |        |        |        |